# Rain on Me
"Rain On Me" és una cançó col·laborativa de Lady Gaga i Ariana Grande, estrenada el 22 de maig del 2020 com a segon senzill de Chromatica, el sisè àlbum de Lady Gaga.
Lady Gaga, Ariana Grande, Nija Charles, Rami Yacoub, Boys Noize, BloodPop, Burns i Tchami són els autors de la cançó, mentre els tres últims en són els productors. El mateix dia 22 unes hores més tard, Lady Gaga va estrenar el videoclip oficial per a Rain On Me dirigit per Robert Rodriguez.

## Antecedents
Lady Gaga i Ariana Grande van confirmar la seva col·laboració el dia 22 d'abril del 2020, quan es va publicar el tracklist oficial de Chromatica. Abans de la seva confirmació, la col·laboració entre aquestes dues artistes portava uns quants mesos rumorejant-se, sobretot després que Ariana Grande publiqués el 28 d'abril de 2020 una foto amb Lady Gaga on li felicitava l'aniversari. Ariana Grande posteriorment arxivaria la foto, pel que ja no apareix al seu Instagram. Lady Gaga va anunciar oficialment el llançament de Rain on Me com a senzill el divendres 15 de Maig, set dies abans de la seva estrena oficial.

## Promoció
El 17 de juliol del 2020, Lady Gaga va llançar dos remescles oficials per a Rain on Me La primera presentació en directe de la cançó va ser el 30 d'agost durant la gala dels VMAs.

## Premis
Rain on Me va ser premiat en tres categories als Video Music Awards del 2020: Millor cançó, col·laboració de l'any i millor cinematografia.

## Llistes
Segons la llista mundial de Mediatraffic, Rain on Me va ser la cançó més popular arreu del món durant la primera setmana en què estava disponible, acumulant 371.000 còpies en només 7 dies.

### Regne Unit i Irlanda
Rain On Me va entrar directament al número 1 de la llista oficial de senzills Irlandesa, sent també la cançó que més unitats acumula en una setmana de l'any fins aleshores. És la setena cançó de Lady Gaga i la sisena d'Ariana Grande en assolir el número 1 d'aquest pais.
També va entrar directament al número 1 de la llista del Regne Unit, acumulant 70.000 unitats en la seva primera setmana. És el sisè número 1 per les dos artistes, així com la primera cançó en entrar directament a la primera posició de Lady Gaga.
El 19 de juny, Rain on Me va obtenir el disc de plata de la BPI per haver superat les 200.000 unitats al Regne Unit. El 24 de juliol va rebre el disc d'or per haver superat les 400.000 unitats en aquest país.

### Europa continental
Rain On Me va entrar a la llista alemanya al número 9. També va entrar al número 8 de la llista oficial espanyola, convertint-se en el primer top 10 per a Lady Gaga des que es va començar a comptar el streaming al 2015. Rain On Me va quedar fora del top 10 francès durant la seva primera setmana, situant-se al número 12

### Austràlia
La cançó va entrar a la segona posició de la llista oficial australiana.

### Amèrica del Nord
Rain On Me va esdevenir la segona cançó de Lady Gaga i la quarta d'Ariana Grande en entrar directament a la primera posició del Hot 100 estatunidenc. En total és el cinquè número 1 de Lady Gaga als Estats Units i la seva dissetena cançó en assolir el top 10. També va entrar directament a la primera posició de la llista de Rolling Stone, que també calcula les cançons més populars als estats units però utilitzant una metodologia diferent a la de Billboard. Durant la seva segona setmana en llista va caure fins a la cinquena posició
També va entrar directament al número 1 al Canadà, esdevenint la sisena cançó de Lady Gaga en arribar a la primera posició d'aquesta llista i la setzena en situar-se entre les deu primeres posicions.
El 28 d'agost, Rain on Me va obtenir el disc de platí de la RIAA en haver superat el milió d'unitats als Estats Units.